# آموزش چارلی بنکس
تحصیلات چارلی بنکس (به انگلیسی: The Education of Charlie Banks) فیلمی محصول سال ۲۰۰۷ و به کارگردانی فرد درست است. در این فیلم بازیگرانی همچون جسی آیزنبرگ، جیسون ریتر، اوا اموری، گلوریا وتسیس، کریس مارکت، سباستین استن، دنیس بوتسکاریس و سم دالی ایفای نقش کرده‌اند. 
اولین پخش جهانی این فیلم در جشنواره فیلم ترایبکا در سال ۲۰۰۷ انجام شد که در آنجا برنده جایزه《روایت ساخته شده در نیویورک》شد. این فیلم اولین کارگردانی فرد درست است که در ابتدا پیتر کر مسئول این کار بود. فیلم《تحصیلات چارلی بنکسی》 نقدهای متفاوتی از منتقدان دریافت کرد که بازی جیسون ریتر را تحسین می کردند اما از فیلمنامه پیتر الکاف و کارگردانی دورست انتقاد داشتند.

## داستان
چارلی بنکس در کودکی، میک لیری، هم‌محله ای کاریزماتیک و خشن خود را هم تحسین می‌کرد و هم از او می ترسید. در دبیرستان، چارلی شاهد بود که در یک مهمانی، میک دو نفر را تقریباً تا سر حد مرگ کتک زد. با وجود اینکه میک رفیق دنی، بهترین دوست چارلی بود، چارلی میک را به پلیس گزارش می دهد. 
سه سال از آن جریان می‌گذرد؛ چارلی و دنی اکنون دانشجوی سال اول دانشگاه هستند. 
در کمال تعجب سر و کله میک پیدا می شود.  اگرچه میک ادعا می کند که تا آخر هفته بیشتر نخواهد ماند، اما به خوابگاه دو دوست نقل مکان می کند و به قرض گرفتن لباس هایشان، شرکت در کلاس هایشان و مطالعه کتاب هایشان مشغول می شود و همچنین با مری، زنی که چارلی به او علاقه دارد، لاس می‌زند.  چارلی شک می کند که یا میک تغییر کرده است یا در حال کشیدن نقشه خبیثی برای انتقام گرفتن از اوست.